# El Vilosell
El Vilosell là một đô thị trong tỉnh Lleida, cộng đồng tự trị Cataluña Tây Ban Nha. Đô thị El Vilosell có diện tích là 18,88 ki-lô-mét vuông, dân số năm 2009 là 200 người với mật độ 10,59 người/km². Đô thị El Vilosell có cự ly km so với tỉnh lỵ Lleida.